# JK Kaminanga
JK Kaminanga (ur. 6 maja 1991) – mikronezyjski zapaśnik walczący w obu stylach. Dwukrotny mistrz igrzysk mikronezyjskich w 2014. Srebrny medalista mistrzostw Oceanii w 2017 i brązowy w 2016 roku.
Pochodzi ze stanu Chuuk.